# Эшвайлер
Эшвайлер (в русской исторической литературе принято название Эшвейлер; нем. Eschweiler, рип. Aischwiele) — город в Германии, в земле Северный Рейн-Вестфалия.
Подчинён административному округу Кёльн. Входит в состав района Ахен. Население составляет 55505 человек (на 31 декабря 2010 года). Занимает площадь 76,559 км². Официальный код — 05 3 54 012.
Город подразделяется на 22 городских района.

## Транспорт
Центральный железнодорожный вокзал высокоскоростной линии Кельн-Ахен. Поезда региональных экспресс-линий RE 1 (NRW-экспресс) и RE 9 (Рейн-Зиг-Экспресс) останавливаются на станции каждые полчаса в обоих направлениях. Примерно в 700 метрах находится станция Эшвайлер-Вест на оставшемся участке железной дороги Менхенгладбах-Штольберг. 

## Личности
- Франц Рёло́  (1829 — 1905) — учёный в области механики и машиностроения
- Вильгельм Лексис (1837–1914) — экономист и статистик
- Август Тиссен  (1842 — 1926) — промышленник из семьи Тиссен, один из основателей металлургической компании «Thyssen, Fossoul & Co.» в Дуйсбурге
- Вильгельм Ринкенс  (1879 — 1933) — композитор, хоровой дирижёр и органист
- Ма́ртин Шульц (* 1955) — политик, член Социал-демократической партии Германии
- Андреас Гильхен (1964 — 2023) — футболист
- Саша Кляйн  (* 1985) — прыгун в воду, чемпион мира и Европы, призёр Олимпийских игр
- Ке́вин Крац (* 1987) — футболист, полузащитник
- Кристина Вассен  (* 1999) — прыгунья в воду, чемпионка Европы
- Елена Вассен  (* 2000) — прыгунья в воду, призёр чемпионатов Европы

## Фотографии

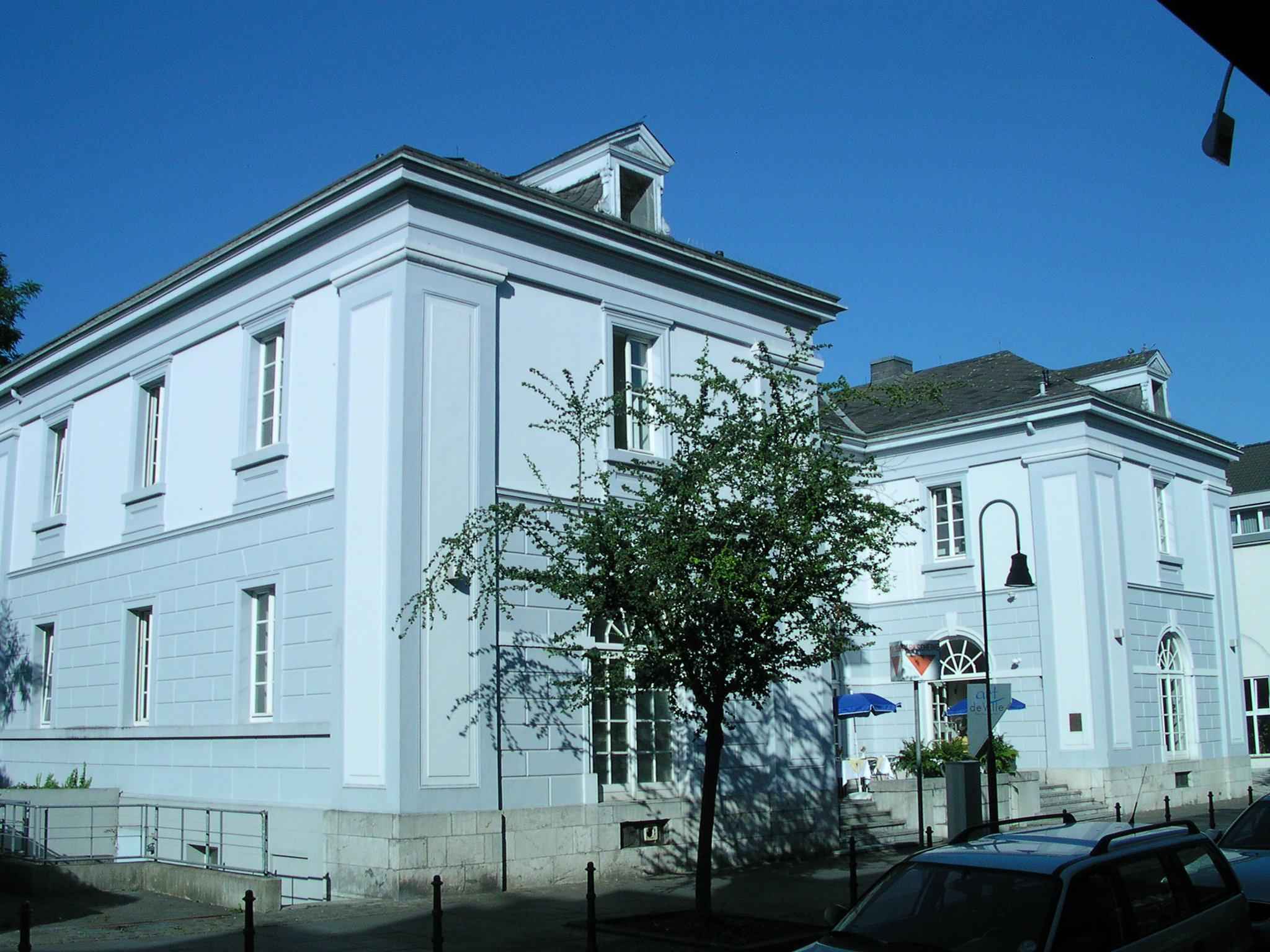
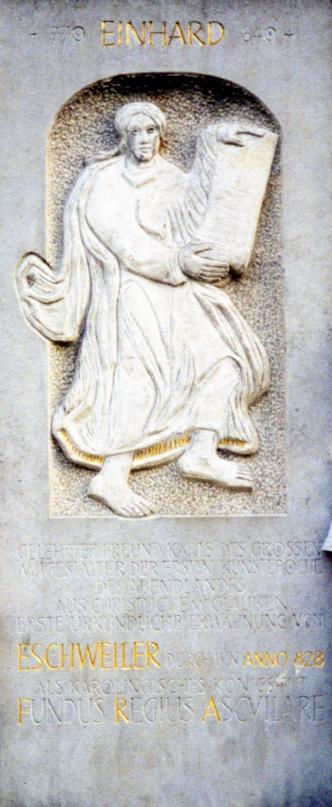
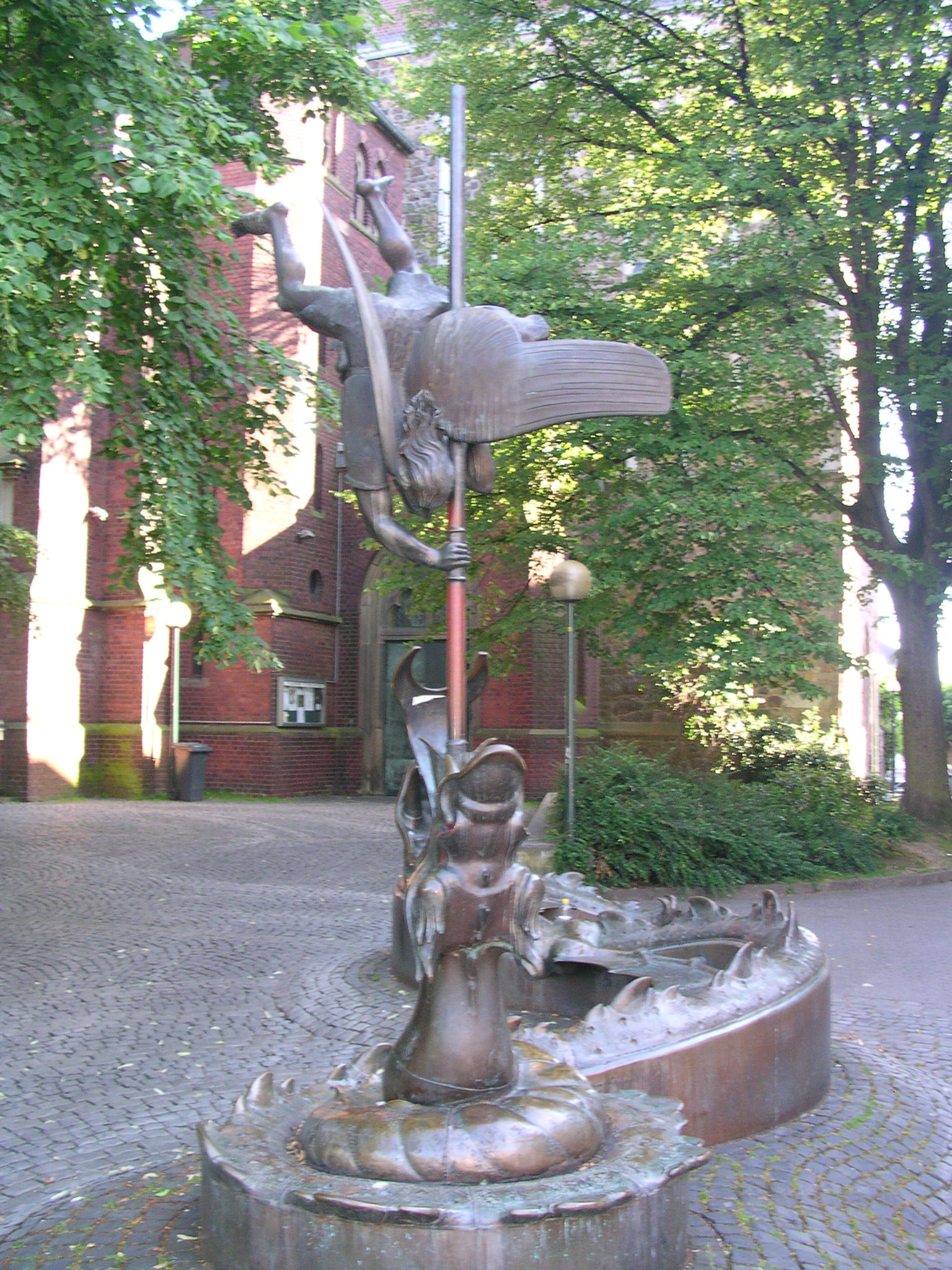
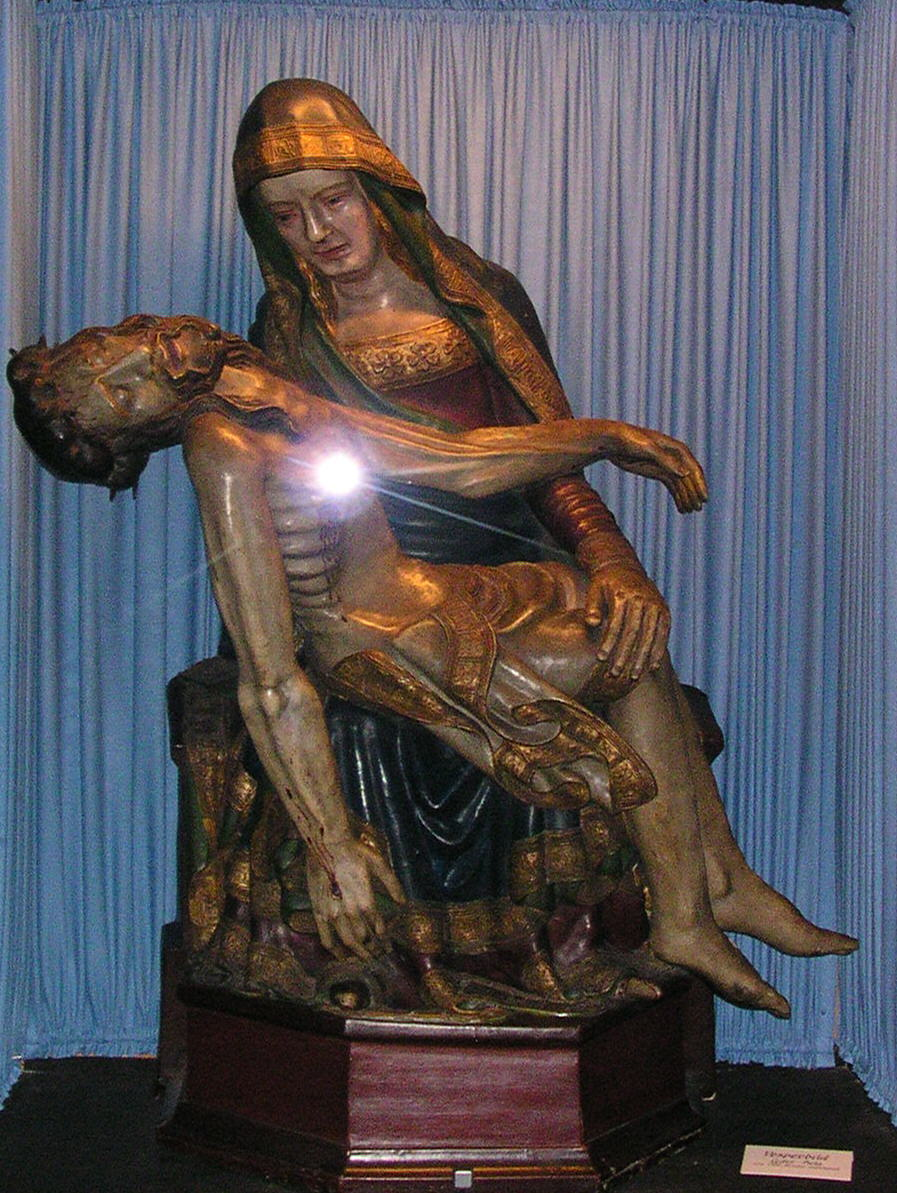
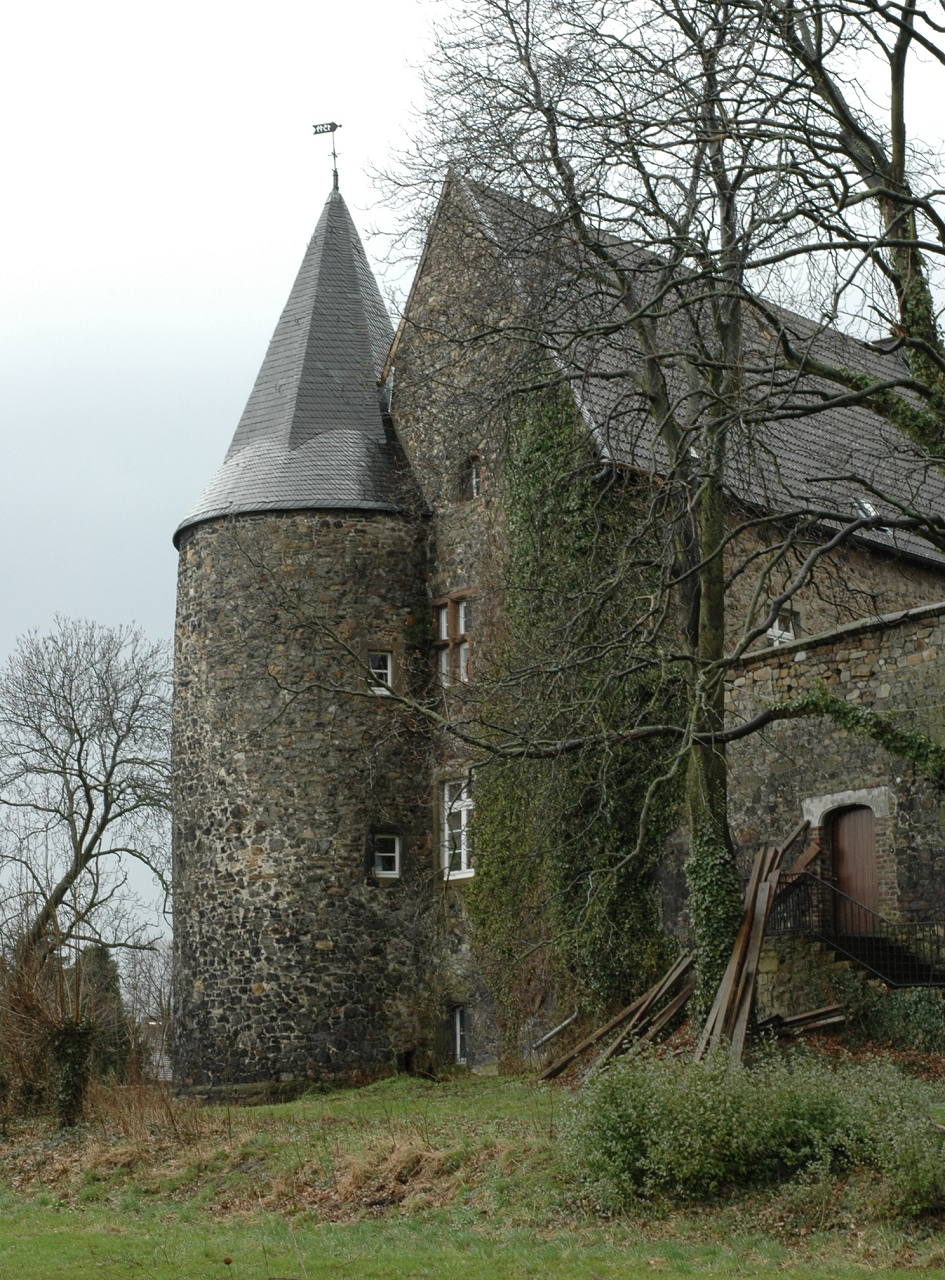
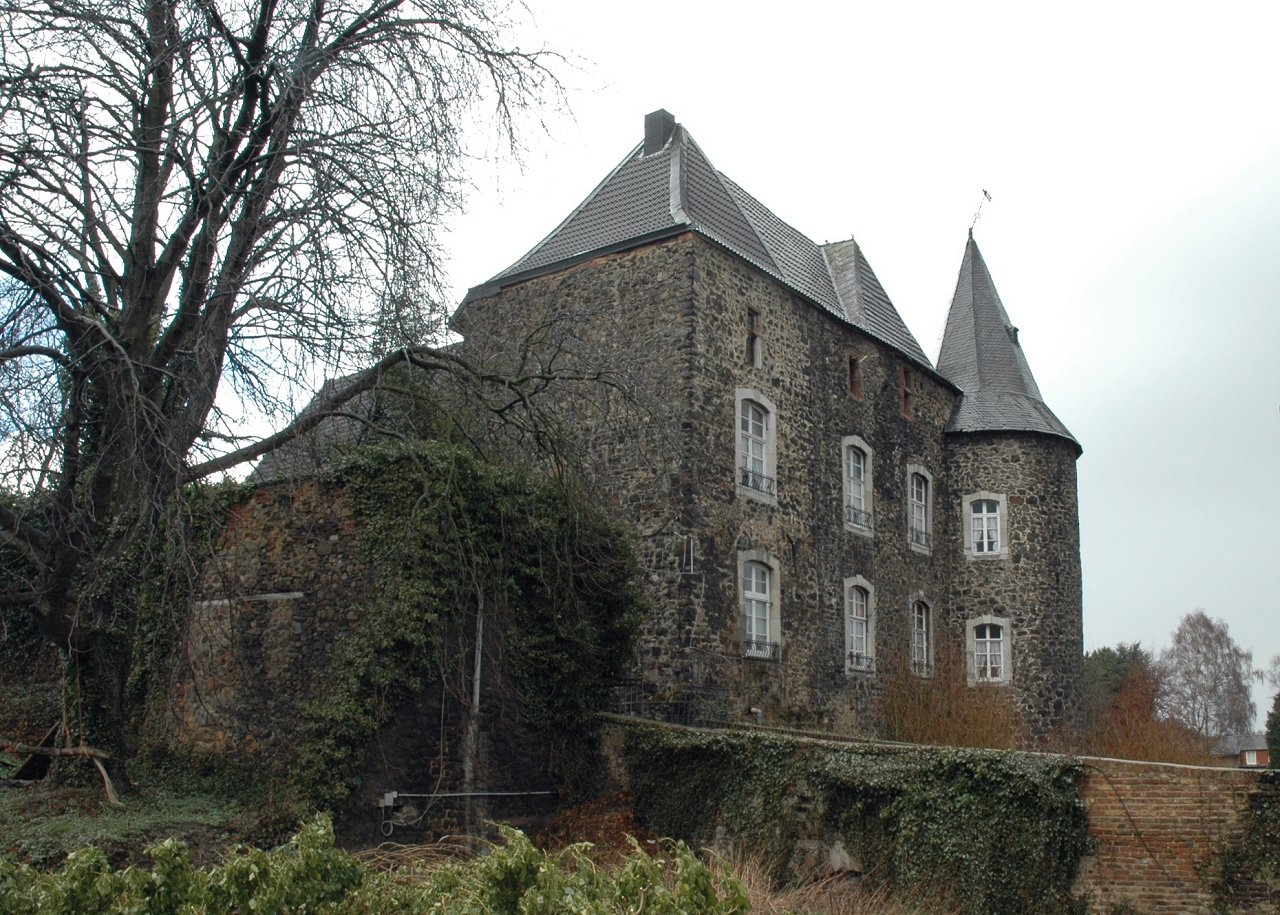
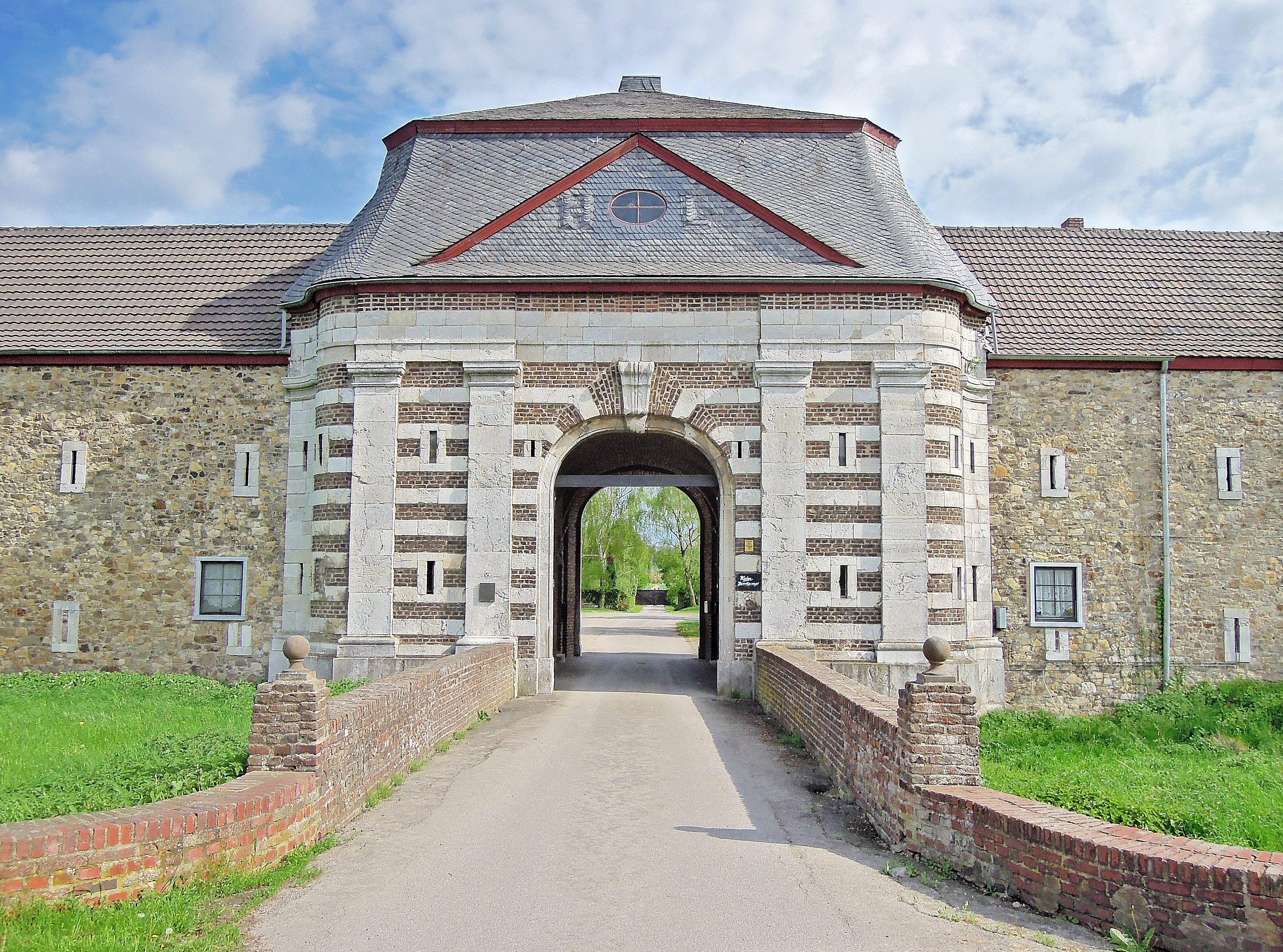
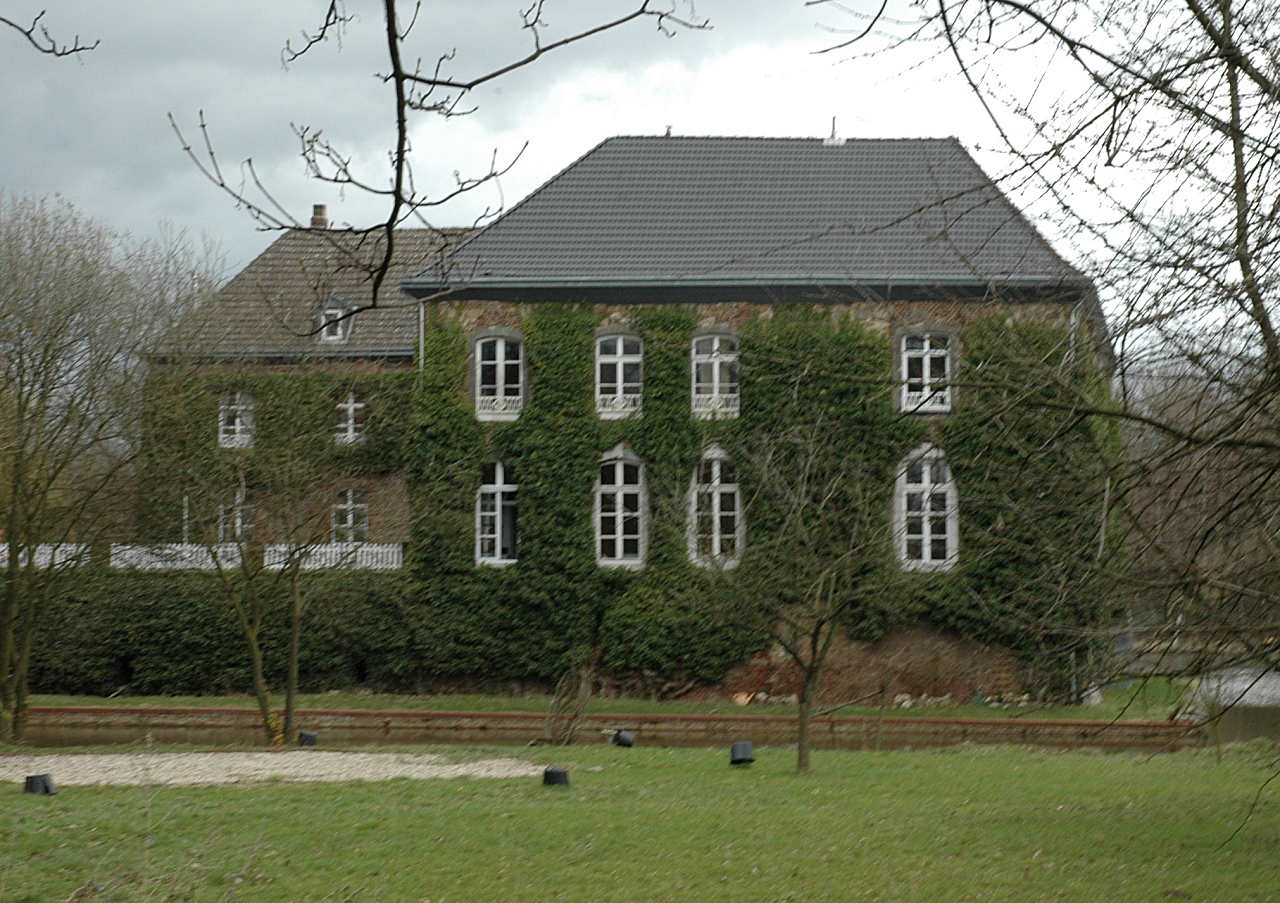
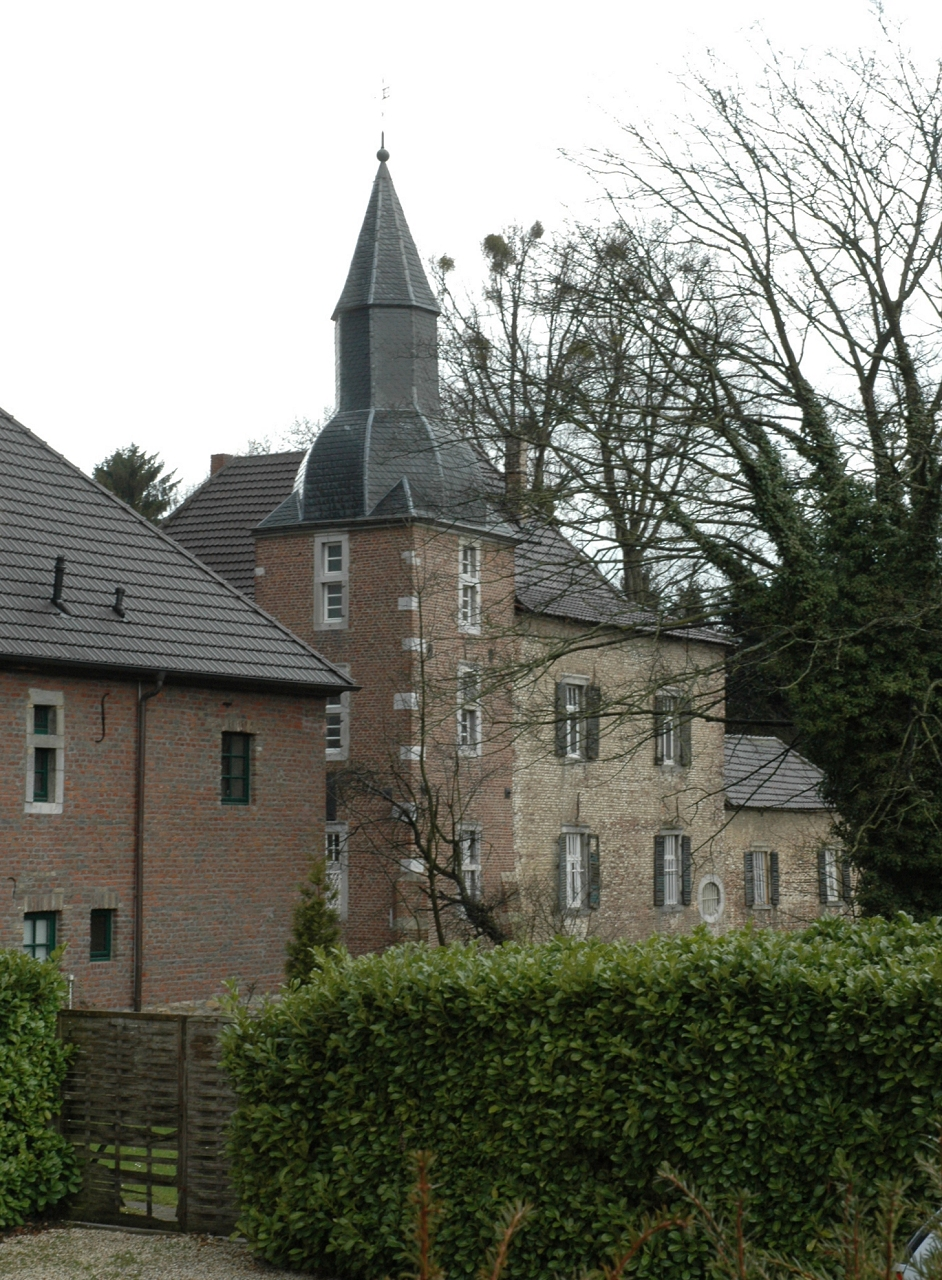
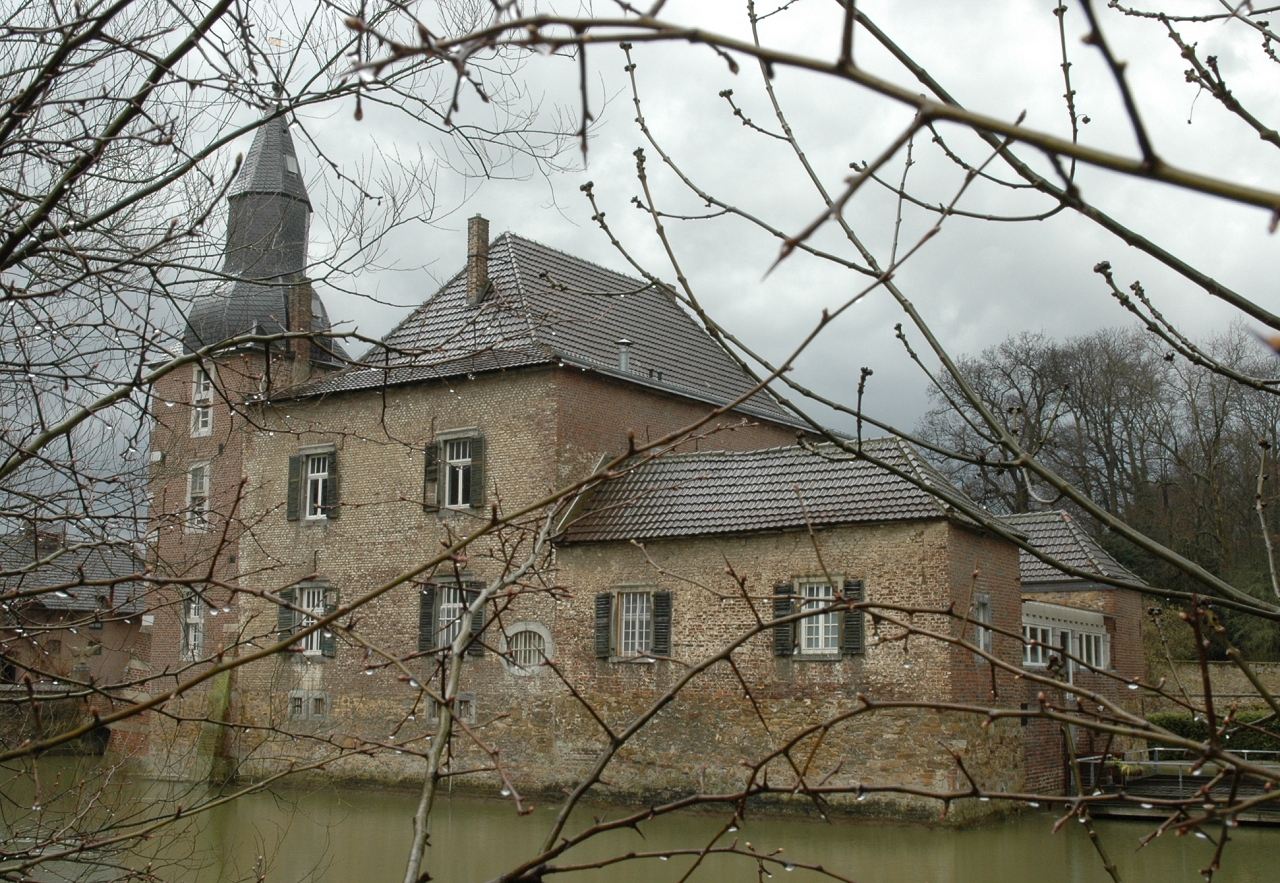
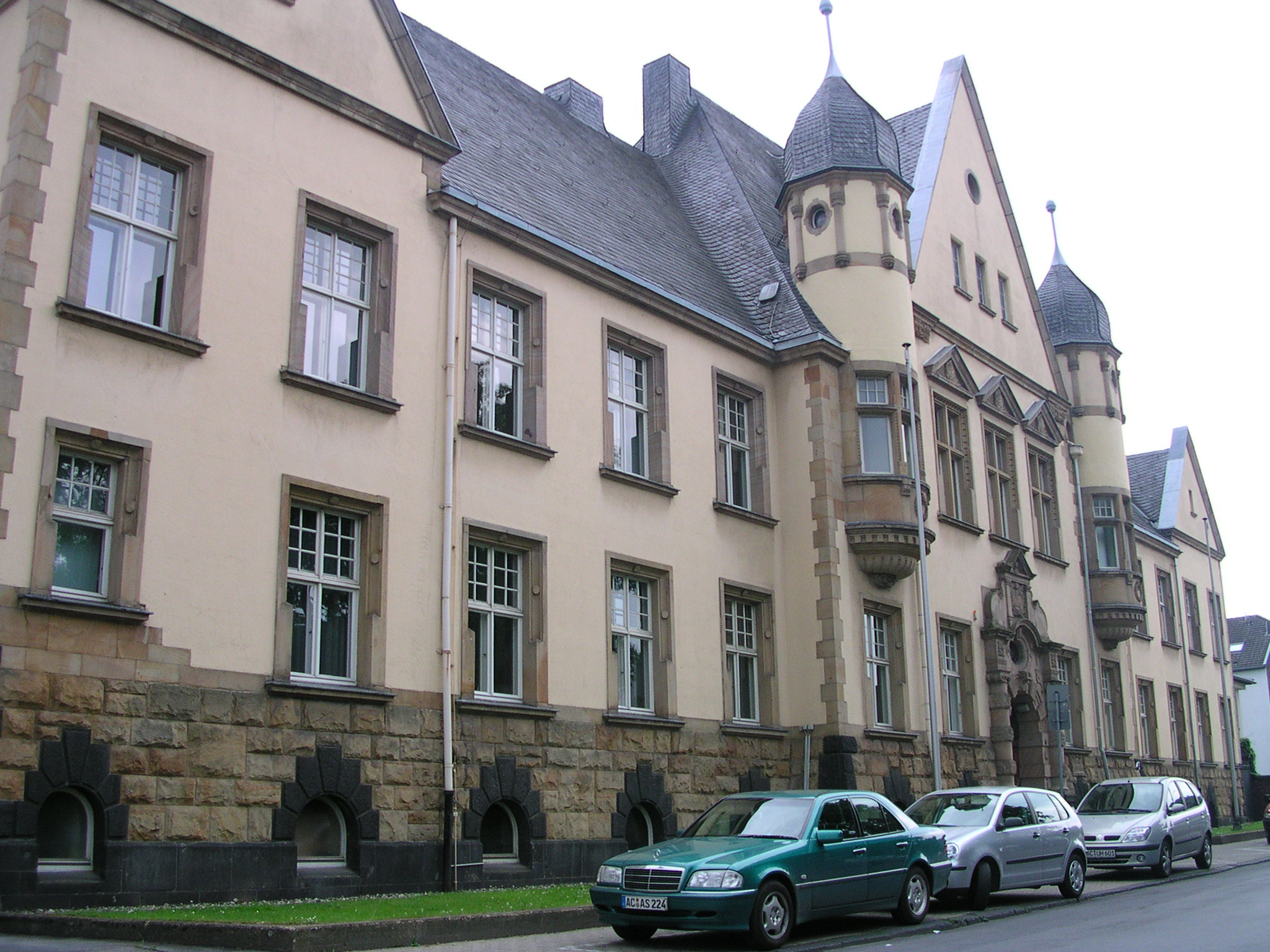
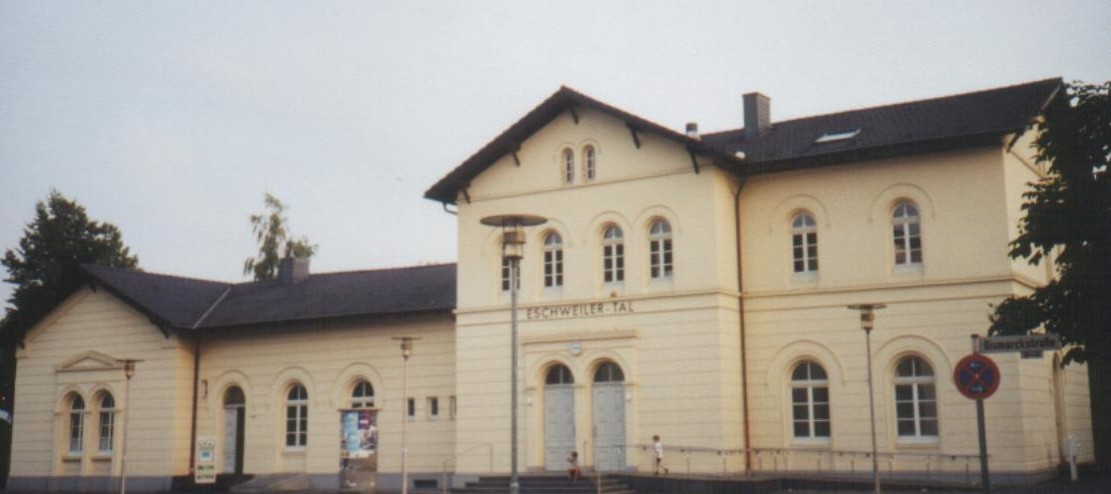
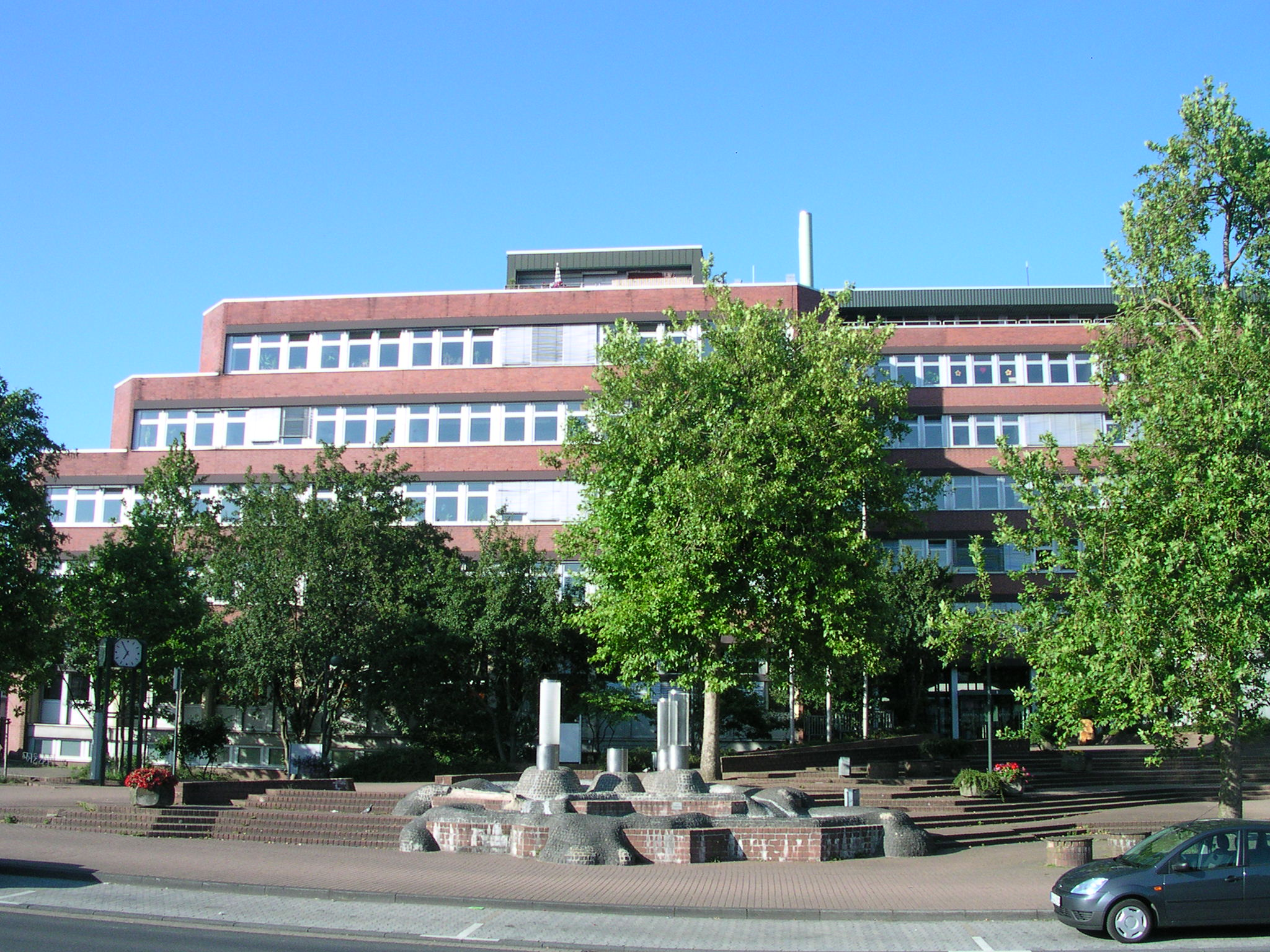
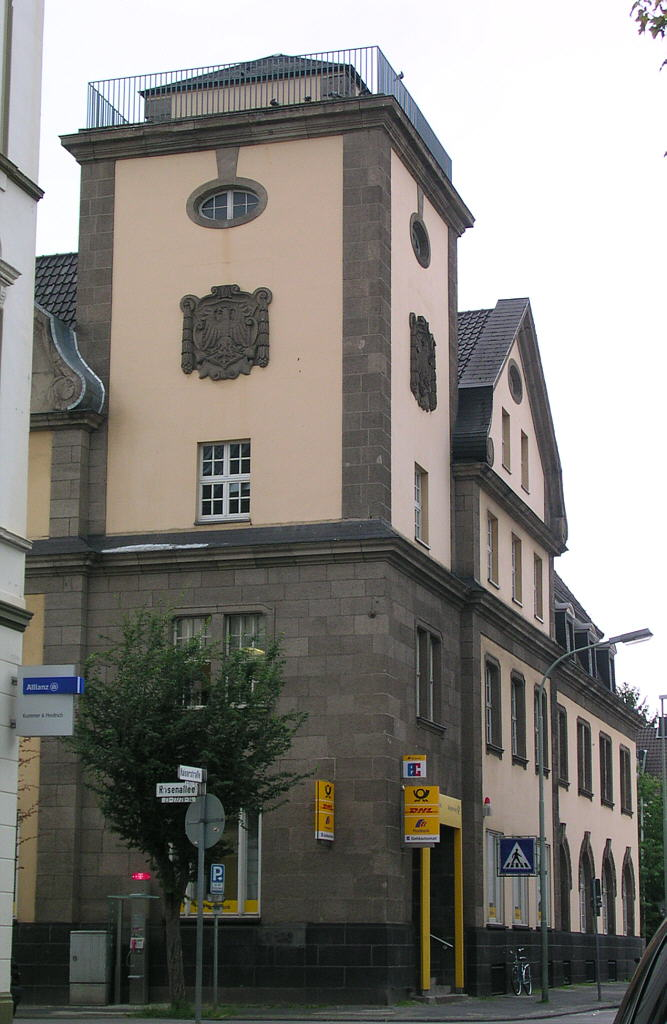
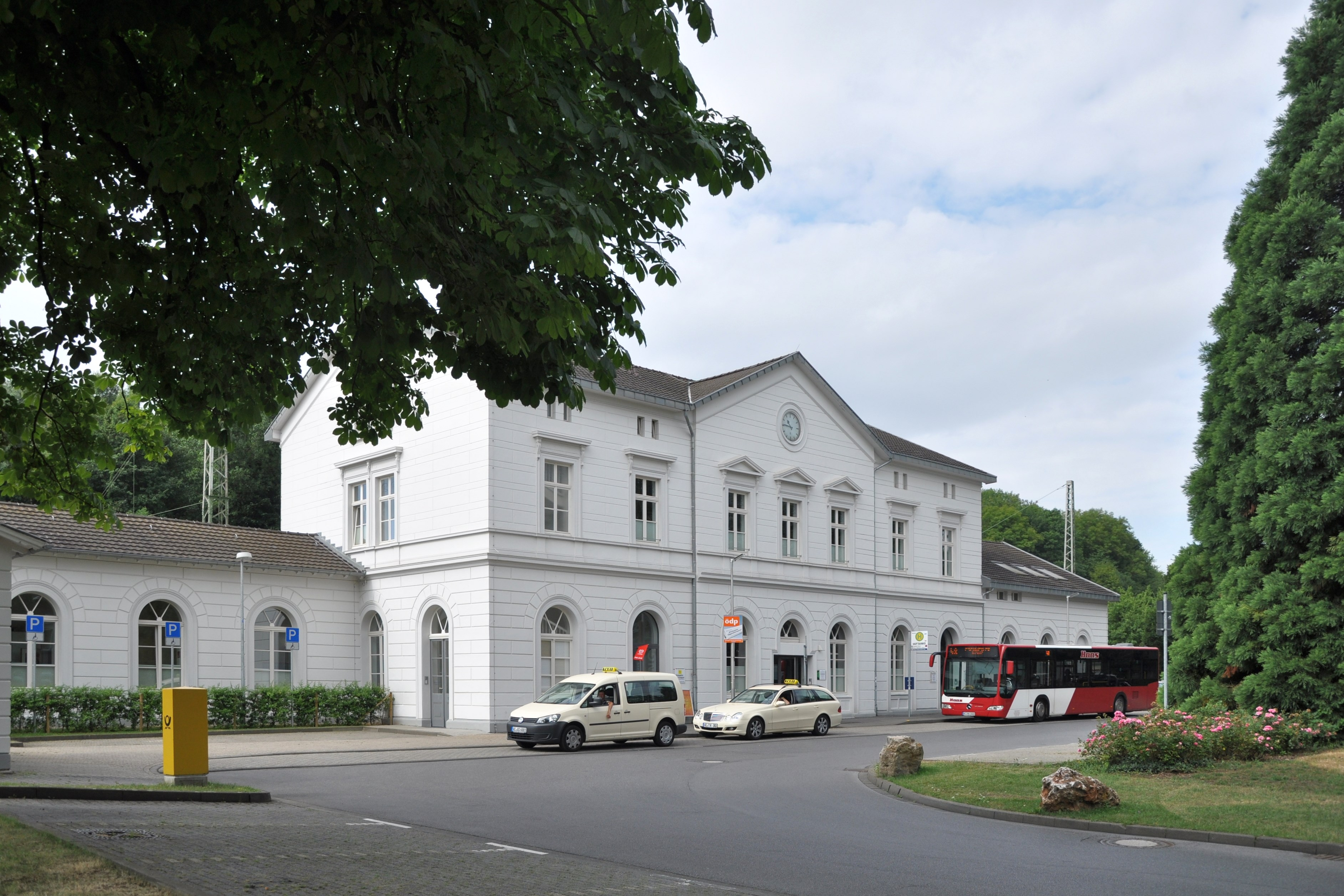
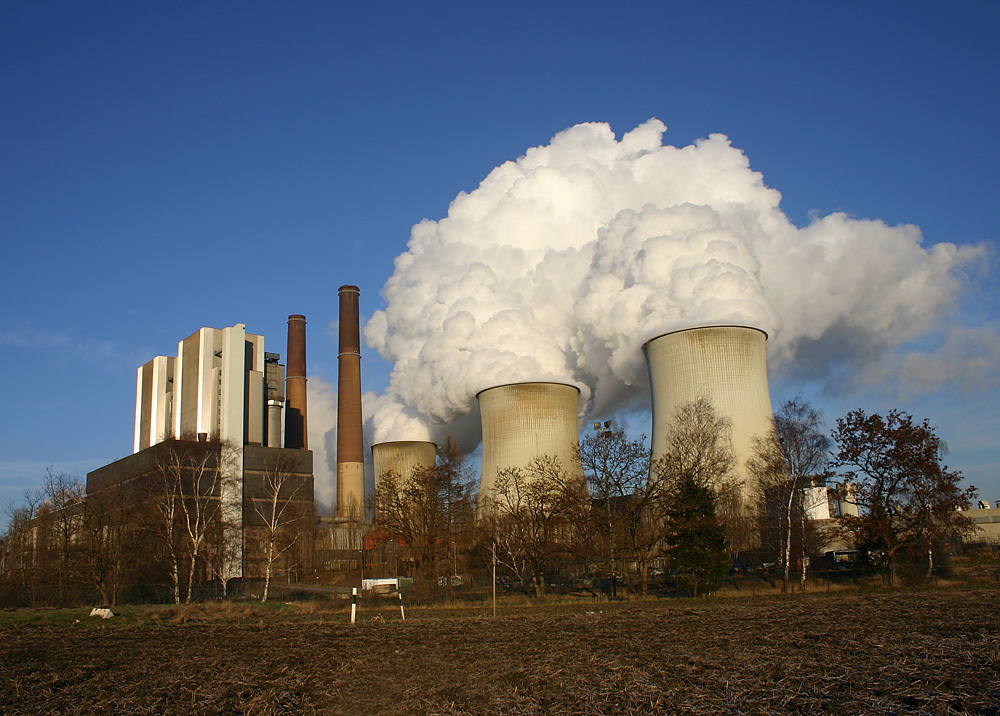